# Руска анексија јужне и источне Украјине
Дана 30. септембра 2022. Русија је, усред инвазије која је у току, анектирала четири украјинске територије — Луганску, Доњецку, Запорошку, као и Херсонску област, што је од већине земаља међународне заједнице окаректерисано као кршење међународног права. Четири анектирана региона чине 15% територије Украјине; ниједан од њих у то време није био потпуно под руском контролом. Анексија је највећа у Европи од Другог светског рата, надмашивши руску анексију Крима 2014. године. Она је створила копнену везу између руског копна и Крима.
Анексија се догодила након што су руске власти организовале референдуме на територијама где су непријатељства била у току и велики део становништва је побегао. То се догодило осам година након анексије Крима, седам месеци након почетка инвазије и мање од месец дана након почетка контраофанзиве Украјине на Харков. Церемонија потписивања одржана је у Москви у присуству челника окупационих власти Леонида Пасечника, Дениса Пушилина, Јевгенија Балицког и Владимира Салда и руског председника Владимира Путина.
Међународна заједница није признала анексију. Украјина, Европска унија, Сједињене Државе и Уједињене нације рекли су да референдуми и анексија немају правну основу или ефекат. Украјински председник Володимир Зеленски је у одговору рекао да ће Украјина поднети захтев за улазак у НАТО по убрзаној основи.

## Позадина
Огромни региони северно од Црног мора били су ретко насељени и били су познати као Дивља поља (у преводу са пољског или украјинског). У 15. веку цео простор северне обале Црног мора дошао је под контролу Кримског каната, који је постао вазал Османског царства. Руско царство је постепено стекло контролу над тим подручјем у 18. веку, потписујући мировне уговоре са козачким Хетманом и са Османским царством након завршетка руско-турских ратова. Назив Новорусија је ушао у званичну употребу 1764. Додатно је проширен анексијом украјинске козачке Запорошке Сечи 1775. године.
Четири области у јужној и источној Украјини потичу из Јекатеринославске, Херсонске, Тауридске и Харковске губерније и Донске области Руске империје. Они су реорганизовани током година током комунистичке владавине када је Украјина била део Совјетског Савеза. Границе су остале статичне након што је Украјина постала независна 1991. Сва четири региона су великом већином гласала за украјинску независност током референдума о независности Украјине 1991. године.
У фебруару и марту 2014. Русија је окупирала и накнадно анектирала Крим од Украјине путем одржавања референдума на којем је наводно 96% локалног становништва гласало за анексију, а кримски Татари су је бојкотовали. Анексија је углавном била међународно непризната и осудила је Генерална скупштина УН. У априлу 2014, проруски сепаратисти на истоку Украјине прогласили су независност Доњецке Народне Републике (у украјинској Доњецкој области) и Луганске Народне Републике (у украјинској Луганској области) уз незваничну подршку Русије. Русија је 21. фебруара 2022. званично признала Доњецку Народну Републику и Луганску Народну Републику.
Три дана касније, Русија је специјалну операцију на Украјину у пуном обиму, током које је заузела територију у Херсонској и Запорошкој области, а формалне војне окупације су почеле прве недеље.

## Референдум и анексија
Дана 20. септембра, власти Доњецке Народне Републике, Луганске Народне Републике, као и управе Херсонске области и Запорошке области, најавиле су референдуме о придруживању Русији 23-27. септембра.
Руски званичници су 27. септембра тврдили да је референдум о приступању Запорошке области прошао, са 93,11% гласача за придруживање Руској Федерацији.
Дана 29. септембра, саопштено је да ће Русија сутрадан, 30. септембра, формално анектирати четири региона Луганск, Доњецк, Запорожје и Херсон.
Путин је 30. септембра признао Херсонску и Запорошку област као независне земље, неколико сати пре него што је потписао указ о припајању сва четири региона.
Неке процене сугеришу да би реконструкција припојених територија Русију коштала између 100 и 200 милијарди долара. Државни буџет који је Кремљ објавио 29. септембра открива да је 3,3 милијарде рубаља издвојено за обнову региона.
Територија коју би Русија анектирала износи више од 90.000 km², или око 15% укупне површине Украјине – отприлике величине Мађарске или Португала.

## Реакције
Према Ројтерсу, ако би Русија „формално анектирала велики додатни део Украјине, Путин би у суштини изазивао Сједињене Државе и њихове европске савезнике да ризикују директну војну конфронтацију“, и сигурно би ескалирао текући рат између Русије и Украјине.
Заменица генералног секретара УН за политичка и питања изградње мира Розмери Дикарло одбацила је референдум и рекла: „Једностране акције имају за циљ да обезбеде легитимитет покушају да једна држава силом заузме територију друге државе, док тврди да представља вољу људи, не може се сматрати легалним према међународном праву“.
Састанак Савета безбедности Уједињених нација одржан је 30. септембра 2022. на коме се гласало о резолуцији којом се осуђује Русија због анексије ових територија, што је резултирало са 10 гласова за, 1 против и 4 уздржана. Резолуција није усвојена јер је Русија на њу ставила вето. Бразил, Кина, Габон и Индија су се уздржали од гласања.

### Украјински одговор
Председник Украјине Володимир Зеленски је 7. августа 2022. рекао да ће „ако окупатори крену путем псеудо-референдума да ће затворити за себе сваку шансу за разговоре са Украјином и слободним светом, који ће руској страни очигледно бити потребни у једном тренутку." После церемоније анексије, Зеленски је рекао да Украјина неће преговарати са Русијом „све док је Путин председник“, и као одговор затражио „брзо“ чланство у НАТО.